# Naucòrids

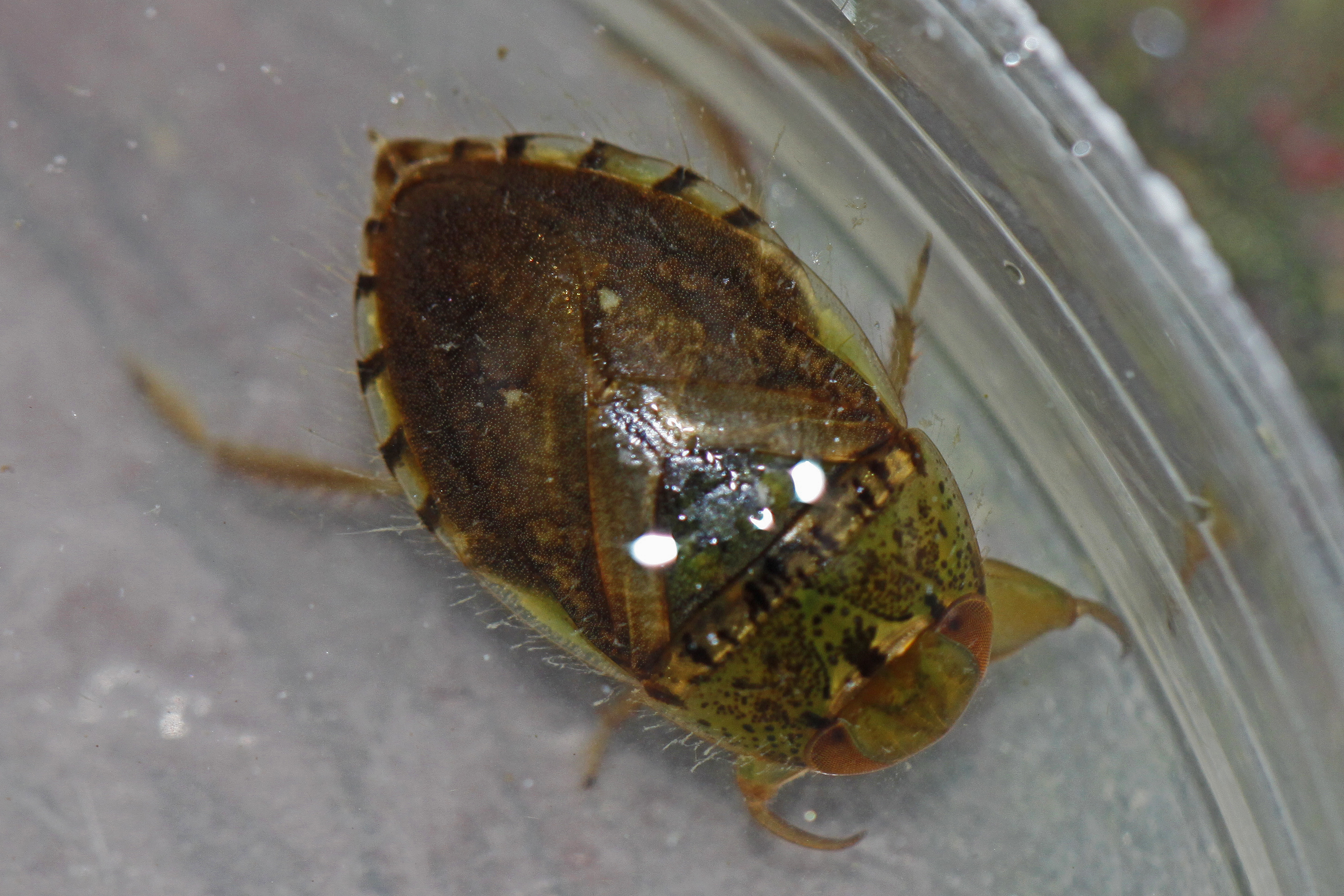
Pelocoris femoratus

Els naucòrids (Naucoridae) són una família d'hemípters heteròpters aquàtics de l'infraordre Nepomorpha. Són similars en aspecte i comportament als Belostomatidae (xinxes d'aigua gegants), però considerablement més petits, entre 0,5–2 cm de llarg.
N'hi ha a tot el món, però llur diversitat més gran és en regions tropicals. Habiten una gamma ampla d'hàbitats d'aigua dolça, variant d'aigües quietes com basses, a rius i fins i tot corrents torrencials. Hi ha aproximadament 400 espècies en 40 gèneres dins 5 subfamílies.
Anteriorment s'incloïen en un superfamília Naucoroidea amb Aphelocheiridae i Potamocoridae, però aquests són ara en llur pròpia superfamília (Aphelocheiroidea) i els naucòrids són monotípics.

## Gènere
La família Naucoridae inclou 60 gèneres:
- Aidium Popov, 1968 i g
- Ambrysus Stål, 1861 i c g b
- Aneurocoris Montandon, 1897 i g
- Angaronecta Popov, 1971 i g
- Aphlebocoris Handlirsch, 1908 i g
- Apopnus Handlirsch, 1921 g
- Aptinocoris Montandon, 1897 i g
- Asthenocoris Usinger, 1938 i g
- Carvalhoiella De Carlo, 1963 i g
- Cataractocoris Usinger, 1941 i g
- Cavocoris La Rivers, 1971 i g
- Cheirochela Hope, 1841 i g
- Coptocatus Montandon, 1909 i g
- Cratocora Martins-Neto in López Ruf et al., 2005 i g
- Cratopelocoris López Ruf et al., 2005 i g
- Cryphocricos Signoret, 1850 i c g b
- Ctenipocoris Montandon, 1897 i g
- Decarloa La Rivers, 1969 i g
- Diaphorocoris Montandon, 1897 i g
- Exilcrus Zhang, Yao, Ren and Zhao, 2011 i g
- Gestroiella Montandon, 1897 i g
- Halmaheria Zettel, 2007 i g
- Heleocoris Stål, 1876 i g
- Heleonaucoris Popov, 1971 i g
- Hygropetrocoris Sites, 2015 i g
- Idiocarus Montandon, 1897 i g
- Ijanecta Popov, 1971 g
- Ilyocoris Stål, 1861 i
- Interocoris La Rivers, 1974 i g
- Irkutonecta Popov, 1985 i g
- Laccocoris Stål, 1856 i g
- Liadonaucoris Popov, 1971 i g
- Limnocoris Stål, 1860 i c g b
- Macrocoris Signoret, 1861 i g
- Miroculus Zhang, Yao, Ren and Zhao, 2011 i g
- Mongonecta Popov, 1996 i g
- Namtokocoris Sites et al., 2007 i g
- Nanonaucoris Zettel, 2001 i g
- Naucoris Fabricius, 1775 i g
- Nectodes Popov, 1968 i g
- Nectonaucoris Popov, 1968 i g
- Neomacrocoris Montandon, 1913 i g
- Nepidium Westwood, 1854 i g
- Nesocricos La Rivers, 1971 i g
- Palaeoheteroptera Handlirsch, 1908 i g
- Pelocoris Stål, 1876 i c g b
- Philippinocoris Polhemus & Polhemus, 1987 i g
- Picrops La Rivers, 1952 g
- Placomerus La Rivers, 1956 i g
- Pogonocaudina Sites et al., 2011 i g
- Procryphocricos J. Polhemus, 1991 i g
- Sagocoris Montandon, 1911 i g
- Saucrolus Marchesini Santos, 1971 g
- Sphaerodemopsis Handlirsch, 1908 i g
- Stalocoris La Rivers, 1969 i g
- Tanycricos La Rivers, 1971 i g
- Temnocoris Montandon, 1897 i g
- Thurselinus Distant, 1904 i g
- Usingerina c g
- Warisia La Rivers, 1971 i g

Fonts de les dades: i = ITIS, c = Catalogue of Life, g = GBIF, b = Bugguide.net